# 董養
董养（?—?），字仲道，西晋陈留郡浚仪县（今陈留开封市）人。
晋武帝泰始初年，董养到洛阳，游太学，不求官求荣。晋惠帝初年，太后杨芷被废，著《无化论》来批评，预言天下将大乱。晋怀帝永嘉年间，发现晋室将乱，与妻子入蜀隐居，不知所终。

## 延伸阅读
[在维基数据编辑]
 《晉書·卷094》，出自房玄齡《晉書》